# Nicanor Yñiguez
Nicanor Espina Yñiguez (6 november 1915 - Maasin City, 13 april 2007) was een Filipijns politicus en voorzitter van het Batasang Pambansa (Filipijns parlement ten tijde van Ferdinand Marcos) van 1984 tot 1986. Hij wordt wel de "vader van Southern Leyte" genoemd, omdat hij verantwoordelijk was voor de wet uit 1957 die de status van Southern Leyte als aparte provincie in de Filipijnen regelde.
Yñiguez was, tot haar dood in 2005, getrouwd met Salvacion Oppus Yñiguez, een dochter van voormalig afgevaardigde Tomas Oppus. Zij was professor aan de University of Santo Tomas en gouverneur van Southern Leyte. Samen kregen ze een dochter en een zoon. Dochter Rosette Lerias was net als haar moeder ook gouverneur van Southern Leyte.